# Закон про рабів-утікачів

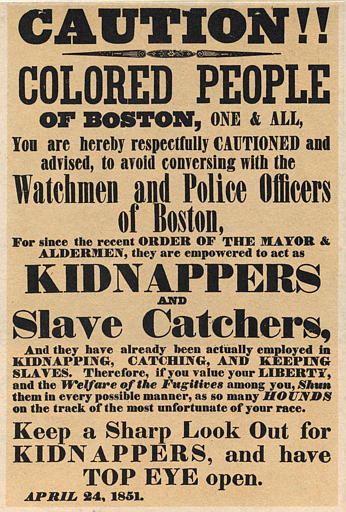
Плакат у Бостоні, що попереджує чорношкірих про дії поліції, яка займалася затриманням рабів-утікачів. 24 квітня 1851

Закон про рабів-утікачів 1850 (англ. Fugitive Slave Law of 1850) — закон у США, який дозволяв пошук і затримання рабів-утікачів на територіях, де рабство було вже скасовано. Був прийнятий 18 вересня 1850 Конгресом.

## Суть закону
Закон зобов'язував населення усіх штатів держави активно брати участь у пошуках рабів, що втекли від своїх господарів. Він передбачав суворе покарання для рабів-утікачів, тих, хто їх переховував або не допомагав їх пошуку. У всіх південних та північних штатах призначалися особливі уповноважені у ловлі рабів; цим уповноваженим слід було надавати будь-яку необхідну їм допомогу. Для тих, хто допомагав рабам, був установлений штраф у розмірі 1000 доларів (26 600$ на курс 2011 року) або ув'язнення терміном у шість місяців.
Спійманих рабів поміщали у в'язницю і під озброєною охороною повертали власнику. Щоби раб був визнаний утікачем, достатньо було, щоби будь-який білий американець під присягою підтвердив, що цей чорношкірий є його рабом і втік від нього. Працівники, які повідомили про раба-утікача, мали право на бонуси та заохочення. Раби не мали права на судовий розгляд, тому були повністю безправними.

## Реакція на закон
Прийняття закону змусило багатьох чорношкірих із вільних штатів тікати з США до Канади. Американські аболюціоністи зустріли прийняття закону сильною критикою, організувавши мітинги на протест. Американський поет і філософ Ральф Емерсон у своєму щоденнику зазначив:

| Подумати тільки, що цей брудний закон прийнятий у XIX столітті людьми, які вміють читати і писати. Клянуся небом, що не буду виконувати його.[2]. |